# WTA Challenger Nanchang
Das WTA Challenger Nanchang (offiziell: Zhong Hong Jiang Xi International Women's Open) ist ein Damen-Tennisturnier der Challenger-Serie der WTA, das von 2014 bis 2015 in der chinesischen Stadt Nanchang ausgetragen wurde. Ab 2016 werden an gleicher Stelle die Jiangxi Women’s Tennis Open, ein Turnier der WTA Tour ausgetragen.

## Siegerliste

### Einzel
| Jahr | Siegerin        | Finalgegnerin  | Ergebnis      |
| ---- | --------------- | -------------- | ------------- |
| 2014 | Peng Shuai      | Liu Fangzhou   | 6:2, 3:6, 6:3 |
| 2015 | Jelena Janković | Chang Kai-chen | 6:3, 7:66     |

### Doppel
| Jahr | Siegerinnen                     | Finalgegnerinnen         | Ergebnis         |
| ---- | ------------------------------- | ------------------------ | ---------------- |
| 2014 | Chuang Chia-jung Junri Namigata | Chan Chin-wei Xu Yifan   | 7:64, 6:3        |
| 2015 | Chang Kai-chen Zheng Saisai     | Chan Chin-wei Wang Yafan | 6:3, 4:6, [10:3] |